# Szczałb
Szczałb – wieś w Polsce położona w województwie lubelskim, w powiecie łukowskim, w gminie Krzywda.
Wieś stanowi sołectwo w gminie Krzywda. Według Narodowego Spisu Powszechnego z roku 2011 wieś liczyła 217 mieszkańców.
| SIMC    | Nazwa     | Rodzaj    |
| ------- | --------- | --------- |
| 0677375 | Mikołajek | część wsi |
| 0677381 | Stajki    | część wsi |

Wieś szlachecka Szczałba położona była w drugiej połowie XVI wieku w ziemi stężyckiej. W latach 1975–1998 miejscowość administracyjnie należała do województwa siedleckiego.
Miejscowość jest siedzibą parafii rzymskokatolickiej Jezusa Chrystusa Ukrzyżowanego, należącej do metropolii lubelskiej, diecezji siedleckiej, dekanatu Adamów.